# Kisei 2010
Il Kisei 2010 è stata la 34ª edizione del torneo goistico giapponese Kisei.

## Fase Finale
- W indica vittoria col bianco
- B indica vittoria col nero
- X indica la sconfitta
- +R indica che la partita si è conclusa per abbandono
- +N indica lo scarto dei punti a fine partita

### Gruppo A
| Giocatore        | N.Y.  | S.T.  | N.H.  | O.R. | T.K. | R.I.  | Risultato | Note                                        |
| ---------------- | ----- | ----- | ----- | ---- | ---- | ----- | --------- | ------------------------------------------- |
| Norimoto Yoda    | –     | B+0,5 | X     | X    | W+R  | B+R   | 3-2       | Qualificato alla fase finale del Kisei 2011 |
| Shinji Takao     | X     | –     | B+R   | X    | X    | W+R   | 2-3       | Qualificato alla fase finale del Kisei 2011 |
| Naoki Hane       | B+3,5 | X     | –     | X    | W+R  | B+R   | 3-2       | Qualificato alla fase finale del Kisei 2011 |
| Ō Rissei         | W+0,5 | B+R   | W+1,5 | –    | B+R  | W+1,5 | 5-0       | Qualificato alla finale degli sfidanti      |
| Tetsuya Kiyonari | X     | W+0,5 | X     | X    | –    | X     | 1-4       | Retrocesso                                  |
| Ri Ishu          | X     | X     | X     | X    | W+R  | –     | 1-4       | Retrocesso                                  |

### Gruppo B
| Giocatore     | Y.I.  | C.U. | C.C.  | R.K.  | G.M.  | J.A.  | Risultato | Note                                        |
| ------------- | ----- | ---- | ----- | ----- | ----- | ----- | --------- | ------------------------------------------- |
| Yūta Iyama    | –     |      |       |       |       |       |           | Qualificato alla fase finale del Kisei 2011 |
| Cho U*        | W+R   | –    | B+R   | X     | B+R   | W+5,5 | 4-1       | Qualificato alla finale degli sfidanti      |
| Cho Chikun    | B+R   | X    | –     | X     | W+R   | X     | 2-3       | Retrocesso                                  |
| Rin Kono      | X     | B+R  | W+0,5 | –     | B+R   | X     | 3-2       | Qualificato alla fase finale del Kisei 2011 |
| Goro Miyazawa | X     | X    | X     | X     | –     | X     | 0-5       | Retrocesso                                  |
| Jiro Akiyama  | W+4,5 | X    | W+R   | B+2,5 | W+2,5 | –     | 4-1       | Qualificato alla fase finale del Kisei 2011 |

* Cho U ha vinto lo scontro diretto contro Jiro Akiyama.

## Finale degli sfidanti
I due vincitori dei gruppi A e B si sono sfidati il 16 novembre 2009.

## Finale
La finale è una sfida al meglio delle sette partite, iniziata il 14 gennaio 2010 e con fine prevista il 18 marzo. Tuttavia le ultime due partite non sono state disputate avendo Cho U ottenuto la quarta vittoria già alla quinta partita.